# سیمبیان
سیمبیان یک سیستم عامل تلفن همراه (OS) متوقف شده  و پلت فرم محاسباتی است که برای گوشی‌های هوشمند طراحی شده است. سیمبیان در ابتدا به عنوان یک نرم‌افزار اختصاصی برای رایانه‌های شخصی در سال ۱۹۹۸ میلادی توسط کنسرسیوم  توسعه یافت. سیستم عامل سیمبیان از نسل EPOC Psion است و به طور انحصاری بر روی پردازنده‌های ARM منتشر شد، اگرچه یک پورت ایکس ۸۶  ( x86) منتشر نشده وجود داشت. سیمبیان توسط بسیاری از برندهای بزرگ تلفن همراه مانند سامسونگ، موتورولا، سونی اریکسون و بالاتر از همه توسط نوکیا استفاده شد. همچنین در ژاپن توسط برندهایی مانند فوجیتسو، شارپ و میتسوبیشی رایج بود. به‌عنوان پیشگامی که صنعت گوشی‌های هوشمند را پایه‌گذاری کرد، تا پایان سال ۲۰۱۰، در زمانی که گوشی‌های هوشمند استفاده محدودی داشتند، محبوب‌ترین سیستم‌عامل گوشی‌های هوشمند به‌طور متوسط در سراسر جهان بود، زمانی که آی او اس (iOS) و اندروید (Android) از آن پیشی گرفتند. به ویژه در آمریکای شمالی محبوبیت کمتری را داشت. این سیستم عامل اغلب بر روی اسمارت فون های اولیه نوکیا توسعه یافت. مانند نوکیا ۵۳۰۰ یا نوکیا ۵۱۰۰.

## تاریخچه
سیمبین در دهه 80 میلادی زاده شد. این سیستم عامل پایه گذار سیستم عامل های هوشمند موبایل بود که تا سال 2010 محبوب ترین و بهترین سیستم عامل موبایل در جهان بود. سیمبین که نام ان تا نسخه پنجم ان EPOC بود که برای رایانه های جیبی طراحی شده بود. از ویژگی های این نسخه ها رابط کاربری مدرن و پتانسیل بالا برای اجرای روان روی رایانه های ضعیف بود. بلاخره به دهه ی اول قرن 2000 میرسیم. دهه ی طلایی سیمبین که دوران اوج کمپانی های معروف مانند نوکیا و موتورولا و سونی اریکسون بود. الیته که 70 درصد استفاده از این سیستم عامل را نوکیا در اختیار داشت و 30 درصد دیگر را سونی اریکسون و موتورولا در اختیار داشتند.زیرا که موتورولا و سونی اریکسون برخلاف نوکیا به سیستم عامل ساده ی جاوا وفادار بودند.سیمبین 6 با گوشی نوکیا 7650 به بازار عرضه شد و قابلیت های ان مرورگر وب و قابلیت انتخاب تم برای گوشی بود. نسخه ی بعدی یعنی 7 فقط سرعت و رابط کاربری را بهبود بخشید که این نسخه با گوشی نوکیا 6600 به بازار عرضه شد. خب به بهترین نسخه های سیمبین میرسیم که دوران اوج این سیستم عامل بودند یعنی نسخه های 8 و 9 که با سری N نوکیا به بازار عرضه شدند. نسخه ی 8 با گوشی N70 و نوکیا N90 به بازار عرضه شد که از قابلیت ان میتوان به پشتیبانی از بلوتوث نسخه 1 و موزیک پلیر اشاره کرد. نسخه 9 که بهتر است ان را سری 9 صدا بزنیم قابلیت های زیادی را به این سیستم عامل اضافه کرد که میتوان به بهبود امنیت و سرعت سیستم عامل در نسخه ی 9/0 اشاره کرد. نسخه بعدی 9/1 بود که با گوشی N73 به بازار عرضه شد که برای اولین بار از قابلیت چند وظیفگی(Multi-tasking capability) در این سیستم عامل استفاده میکرد. یعنی زمانی که شما در حال گوش کردن به موزیک هستید می توانید بدون اینکه پیامی را ببندید وب گردی کنید یا به کسی پیام بدهید! همچنین نباید پشتیبانی از برنامه هایی که با زبان جاوا نوشته شده اند را فراموش کرد. نسخه ی 9/2 که با گوشی نوکیا N95 به بازار عرضه شد که از قابلیت های ان میتوان به بهبود حسگر شتاب سنج و پشتیبانتی از کارت حافظه Micro SD اشاره کرد. نسخه 9/3 با گوشی N79 به بازار عرضه شد که میتوان به پشتیانی از اتصال به Wi-Fi اشاره کرد. همچنین یکی از ویژگی های جالب این نسخه پشتیبانی از سنسور تشخیص رنگ (فقط برای نوکیا N79) اشاره کرد. یعنی زمانی که شما قاب پشت گوشی را عوض میکردید تم گوشی شما همرنگ قاب پشت گوشی میشد. نسخه ی 9/4 که با گوشی های 5800 و نوکیا N97 به بازار عرضه شدند قابلیت پشتیبانی از لمس و App Store و GPS را به این سیستم عامل اضافه کردند.سپس در سال 2008 نوکیا تمام سهام سیمبین را خرید و ان را به عنوان سیستم عامل انحصاری گوشی های خود معرفی کرد. نسخه 9/5 که نام ان سیمبین 3 بود با گوشی نوکیا N8 به بازار عرضه شد و قابلیت های ان پشتیبانی از قابلیت لمس همزمان و پشتیبانی از HDMI بود . سپس بعد از این نسخه, نسخه Anna که یک بروزرسانی برای گوشی های سیمبین 3 بود ایکون های مدرن و مرورگر وب جدید را به این سیستم عامل اضافه کرد. سپس در سال 2011 سیستم عامل سیمبین Belle با گوشی های نوکیا 700 و نوکیا 701 و نوکیا 603 و در اخر نوکیا 808 به بازار عرضه شد . از ویژگی این سیستم عامل میتوان به NFC و بهبود قفل صفحه اشاره کرد.در سال 2013 نوکیا اعلام کرد که دو نسخه ی جدید به نام های carla و doona عرضه خواهد کرد که بنا به دلایلی این پروژه لغو شد و برخی از ویژگی های ان را در پکیج هایی به نام Symbian Belle Feature Pack 1 & 2 منتشر کرد.سپس نوکیا اعلام کرد که نوکیا 808 اخرین گوشی سیمبین خواهد بود و دیگر هیچ گوشی دیگری مبتنی بر این سیستم عامل عرضه نخواهد شد. در اخر سیمبین به تدریج به دست فراموشی سپرده شد و گوشی های قدیمی مبتنی بر ان تنها دارندگان آن هستند.

## ورژن‌های سیمبیان
- نسخه ۱ تا ۵ از این سیستم عامل -پیش از تغییر نام- با نام EPOC منتشر می‌شد.
- اولین نسخه‌ای که سیمبیان نامیده شد نسخه ۶ بود؛ و ۶٫۱ که بروزرسانی اس برای نسخه ۶ بود و در سال ۲۰۰۱ منتشر شد.
- نسخه ۷٫۰ و 7.0s در سال ۲۰۰۳ منتشر شد. گوشی ۶۶۰۰ از این نسخهٔ سیستم عامل سیمبیان استفاده می‌کرد.
- نسخه ۸٫۰ در سال ۲۰۰۴ منتشر شد.
- نسخه ۸٫۱ در سال ۲۰۰۵ منتشر شد.
- نسخه ۹٫۰ در سال ۲۰۰۴ منتشر شد و کارهای اساسی بر روی کد سیمبیان برای بالابردن امنیت سیستم عامل اجرا شد.
- نسخه ۹٫۱ در سال ۲۰۰۵ منتشر شد و بازهم تأکید بر روی بالا رفتن امنیت سیستم عامل بود. همچنین پشتیبانی از تکنولوژی بلوتوث ۲٫۰ اضافه شد. رابط کاربری S60 نسخه سوم با این سیستم عامل ارائه می‌شد.
- نسخه ۹٫۲ در سال ۲۰۰۶ منتشر شد و گوشی‌های Nokia E71, Nokia E90, Nokia N95, Nokia N82, Nokia N81 , Nokia 5700 با این سیستم عامل ارائه شدند.
- نسخه ۹٫۳ در نیمه دوم سال ۲۰۰۶ ارائه شد و پشتیبانی از wifi به هسته سیستم عامل اضافه شد. گوشی‌های Nokia E72, Nokia 5730 XpressMusic, Nokia N79, Nokia N96, Nokia E52, Nokia E75, Nokia 5320 XpressMusic, Sony Ericsson P1 از این سیستم عامل بهره می‌برند.
- نسخه ۹٫۴ در سال ۲۰۰۷ منتشر شد و ادعا می‌کند که برنامه‌ها تا ۷۵٪ سریعتر از قبل اجرا می‌شوند. همچنین پشتیبانی از SQLite و اپ استور Nokia OVI Store و GPS به سیستم عامل اضافه شد. گوشی‌های Samsung i8910 Omnia HD, Nokia N86 , Nokia N97, Nokia N97 mini, Nokia 5800 XpressMusic, Nokia 5530 XpressMusic, Nokia 5228, Nokia 5230, Nokia 5233, Nokia 5235, Nokia C6-00, Nokia X6, Sony Ericsson Satio, Sony Ericsson Vivaz and Sony Ericsson Vivaz Pro از این سیستم عامل استفاده می‌کنند. این نسخه از سیستم عامل سیمبیان با رابط کاربری s60 نسخه ۵ بایگانی‌شده  در ۸ دسامبر ۲۰۱۲ توسط Wayback Machine ارائه شد و نوکیا اسم این ترکیب را پلتفرم symbian^1 گذاشت.
- نسخه ۹٫۵ در سال 2010 منتشر شد و پشتیبانی از تلویزیون دیجیتال موبایلی با فرمت DVB-H و ISDB-T و نیز پشتیبانی از سرویس GPS و قابلیت لمس همزمان را در ان زمان معرفی کرد.این سیستم برای گوشی های Nokia N8 . Nokia E7 . Nokia C6-01 . Nokia C7 منتشر شد
- نسخه AnnA بایگانی‌شده  در ۴ ژانویه ۲۰۱۳ توسط Wayback Machine و بعد مدت کوتاهی Belle بایگانی‌شده  در ۱۹ دسامبر ۲۰۱۲ توسط Wayback Machine در سال ۲۰۱۱ منتشر شدند و به روزرسانی ای بر اساس نسخه ۹٫۵ هستند. در این دو نسخه از سیمبیان، هسته سیستم عامل همان نسخه ۹٫۵ است، اما امکانات جدیدی به آن اضافه شده.

امکانات اضافه شده در نسخه آنا: کیبورد کوئرتی در حالت portrait، طراحی آیکون‌های جدید، یک مرورگر وب جدید، نرم‌افزار نقشه جدید (با قابلیت ذخیره نقشهٔ یک کشور بر روی حافظه گوشی از طریق اتصال به WIFI) و پشتیبانی از java Runtime 2.2 به سیستم عامل سیمبیان نسخه ۹٫۵ اضافه شد. گوشی‌های نوکیا ۵۰۰ و X7 و E6 و 702T از نسخه anna بایگانی‌شده  در ۴ ژانویه ۲۰۱۳ توسط Wayback Machine استفاده می‌کنند
امکانات اضافه شده در نسخه belle: ویجت‌های قابل تغییر سایز، استاتوس بار بهینه شده در بالای صفحه، NFC داخلی، و بهینه‌سازی حالت قفل صفحه نمایش. گوشی‌هایی که از سیستم عامل Anna بایگانی‌شده  در ۴ ژانویه ۲۰۱۳ توسط Wayback Machine استفاده می‌کنند می‌توانند گوشی خود را به نسخهٔ Belle ارتقا دهند. هم‌اکنون گوشی‌های Nokia 600 , 603 , 700 , 701 از نسخه belle استفاده می‌کنند.
نوکیا در اوایل سال 2013 اعلام کرد که میخواهد دو نسخه ی جدید از این سیستم عامل به نام های carla و doona منتشر کند که بنا به دلایلی این پروژه به دلیل همکاری نوکیا با مایکروسافت کنار گذاشته شد و برخی از ویژگی ها در نظر گرفته شده برای این دو سیستم عامل در دو پکیج به نام Symbian Belle Feature Pack 1 & 2 برای گوشی های نوکیا 700 و نوکیا 701 و نوکیا 603 و نوکیا 808 عرضه شد.